# ماروین المن
ماروین المن (انگلیسی: Marvin Ellmann؛ زادهٔ ۲۱ سپتامبر ۱۹۸۷) بازیکن فوتبال اهل آلمان است.
از باشگاه‌هایی که در آن بازی کرده‌است می‌توان به باشگاه فوتبال روت‌وایس اسن اشاره کرد.